# ديفيد جي. كومبتون
ديفيد جي. كومبتون (بالإنجليزية: David G. Compton)‏ هو كاتب بريطاني، ولد في 19 أغسطس 1930 في لندن في المملكة المتحدة.

## وصلات خارجية
- ديفيد جي. كومبتون على موقع IMDb (الإنجليزية)
- ديفيد جي. كومبتون على موقع أول موفي (الإنجليزية)
- ديفيد جي. كومبتون على موقع قاعدة بيانات الفيلم (الإنجليزية)